# Chapelle-sur-Moudon
Pour les articles homonymes, voir Chapelle (homonymie) et Moudon (homonymie).
Ne doit pas être confondu avec La Chapelle-sur-Oudon.
Chapelle-sur-Moudon (aussi appelé Chapelle) est une localité et une ancienne commune suisse du canton de Vaud. Elle fait partie de la commune de Montanaire depuis le 1er janvier 2013. Citée dès 1177, elle faisait partie du district de Moudon entre 1798 et 2007, puis du district du Gros-de-Vaud de 2008 à 2012.

## Géographie
La Commune de Montanaire regroupe les villages de Chanéaz, Chapelle, Correvon. Denezy, Martherenges, Neyruz, Peyres-Possens, Saint-Cierges et Thierrens. Montanaire signifie « petite montagne » ou « colline ». C'est un lieu-dit situé entre St-Cierges et Thierrens.
La surface totale de la commune de Chapelle-sur-Moudon représenterait 467 hectares qui se décomposaient en : 30 ha de surfaces d'habitat et d'infrastructure, 377 ha de surfaces agricoles, 60 ha de surfaces boisées et enfin moins d'un hectare de surfaces improductives (lacs et cours d'eau par exemple). Dans le détail en 2005, les aires industrielles et artisanales représentent 0,64 % du territoire communal, les maisons et bâtiments 3,64 %, les routes et infrastructures de transport 1,93 %, les zones agricoles 67,88 % et les zones arboricoles et viticoles moins de 1 %.
En plus du village de Chapelle-sur-Moudon, la commune comptait le hameau de La Combe ainsi que plusieurs exploitations agricoles isolées.

## Toponymie
Chapelle représente le latin médiéval capella, diminutif de capa qui évoque à l'origine le manteau de saint Martin, relique conservée par les rois francs dans leur oratoire royal. Par la suite, capella peut désigner tout lieu de culte non paroissial.
Parmi les plus anciennes mentions de ce village, on trouve : Philippus de Capella (1161), apud Capellam Vualdanam (après 1202), de Chapala (1224), Capella Valdana (1228), Capella Voudana (1453).

## Héraldique
D'azur à la chapelle d'or. L'église de ce village, appelé anciennement « Chapelle-Vaudanne », était paroissiale à la fin du XIIe siècle. À la Réforme, elle devient annexe de Saint-Cierges. Les derniers seigneurs du lieu ont été les Réal, dont les couleurs ont fourni le champ des armoiries adoptées en 1924.

## Histoire
Anciennement, le village dépendait des « seigneurs et chevaliers de Chapelle », puis du comte de Savoie ; ensuite pendant trois siècles, il appartient à la famille de Praroman. Cette branche de la famille s'éteint à la fin du XVIIIe siècle et, à la Révolution, la seigneurie avait passé par héritage à la famille Réal.

## Patrimoine bâti
|                                                                               |  |  |
| Église réformée de Chapelle-sur-Moudon, anciennement Saints-Martin-et-Blaise. |  |  |

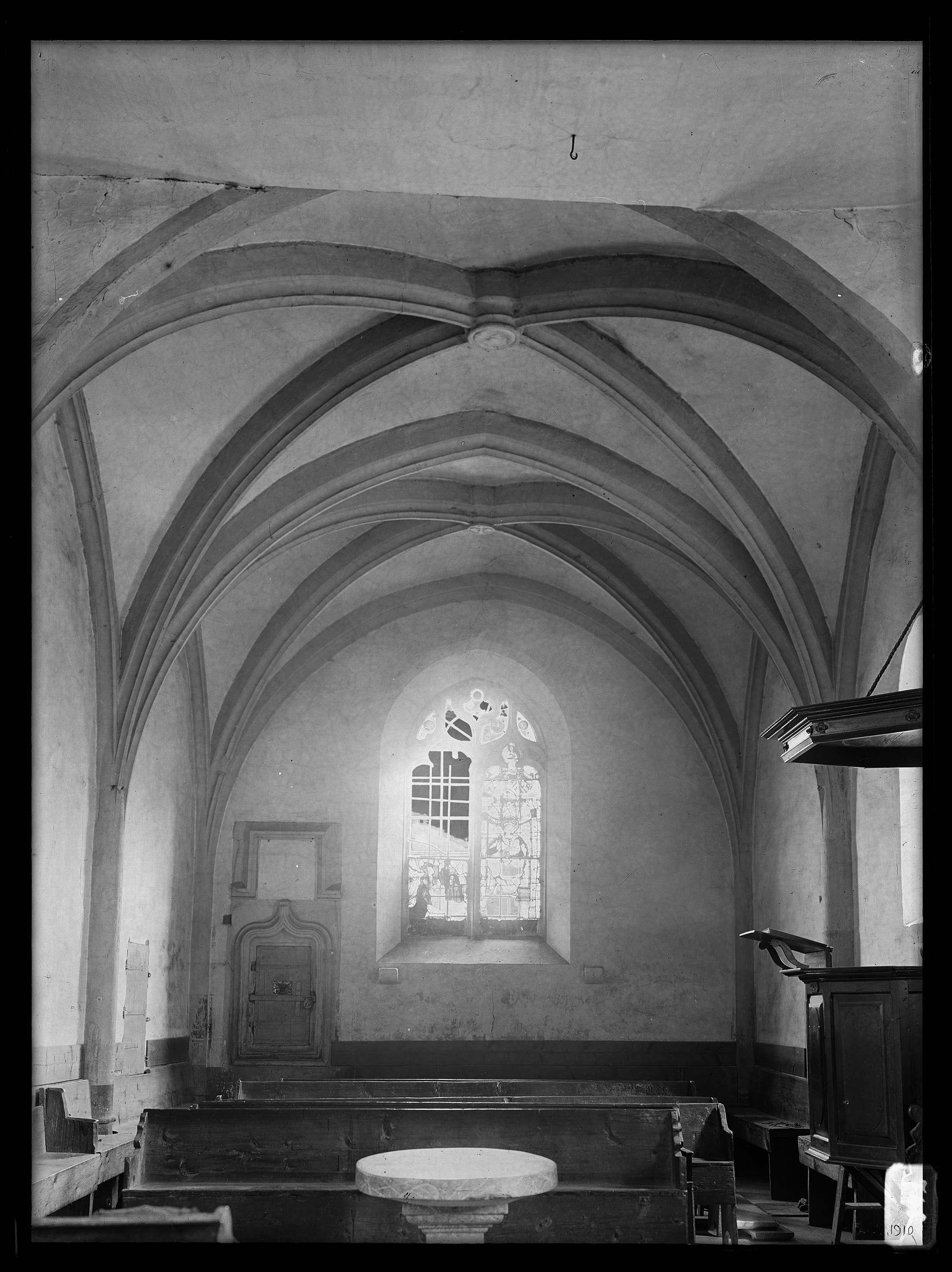
Vue du chœur gothique flamboyant, photographie d'Albert Naef, juin 1910.

Le temple de Chapelle-sur-Moudon est inscrit comme bien culturel d'importance régionale dans la liste cantonale dressée en 2009. Le chœur de cette ancienne église Saints-Martin-et-Blaise, de style gothique flamboyant, est daté des années 1500 environ et pourrait être de la main de maitre maçon d'origine genevoise François de Curtine.
Au centre de celui-ci se trouve l'église datant du XIIIe siècle, construite sur les vestiges de la chapelle du Xe siècle. Son chœur est « classé », le magnifique vitrail datant de la fin du XVe siècle en son fond est un des seuls du canton qui n’ait pas été détruit à la Réforme. Des cultes y sont encore célébrés par la paroisse du Plateau du Jorat.
Le « Casino » qui date de 1777. À l'origine, le premier étage servait de salle de rencontre et de jeux, quelques soirs par semaine, jusqu'en 1930. S'y trouvait également un petit local avec couche de paille pour le trimardeur de passage. Ce dernier avait également droit à une soupe au café voisin, offerte par la commune, et ceci pour une seule nuit. Cette pratique disparut après la dernière guerre. Aujourd'hui, ce sont des enfants qui animent ce lieu, dans le cadre du «Petit Pinceau». Le rez-de-chaussée servait de four banal et a été utilisé jusqu’en 1956. Actuellement cette pièce est le local de découpe d’un boucher.
Le vieux Four à Pain, situé à la rue du Château et datant de 1795 vient d'être rénové. Il est régulièrement utilisé pour des « cuites » et des animations saisonnières.
Le « Château », après avoir servi de pensionnat de jeunes filles au début du XXe siècle, est actuellement une propriété privée.
L'école du village, construite en 1839, est maintenant transformée en logements. Les enfants sont conduits en bus dans les divers collèges de l’établissement scolaire de Bercher-Plateau du Jorat.
Malgré les incendies qui ravagèrent Chapelle au fil des siècles, il reste encore quelques magnifiques fermes cossues datant des années 1800.

## Population

### Gentilé et surnoms
Les habitants de la commune se nomment les Chapellois ou les Chapelains.
Ils sont surnommés les Rôtisseurs-de-Brebis (lè Routa-Fâïe en patois vaudois). Selon une légende, qu'on retrouve notamment à Agiez, un jeune pâtre aurait fait sécher dans un four une brebis mouillée par la pluie.

### Démographie
En 2018, la population de Chapelle-sur-Moudon est au total de 504 habitants (source commune de Montanaire, juillet 2018).
Selon l'Office fédéral de la statistique, Chapelle-sur-Moudon possède 406 habitants en 2010. Sa densité de population atteint 88 hab./km².
En 2000, la population de Chapelle-sur-Moudon est composée de 157 hommes (49,2 %) et 162 femmes (50,8 %). La langue la plus parlée est le français, avec 306 personnes (94,7 %). La deuxième langue est le portugais (9 ou 2,8 %). Il y a 298 personnes suisses (92,3 %) et 25 personnes étrangères (7,7 %). Sur le plan religieux, la communauté protestante est la plus importante avec 221 personnes (68,4 %), suivie des catholiques (46 ou 14,2 %). 33 personnes (10,2 %) n'ont aucune appartenance religieuse.
La population de Chapelle-sur-Moudon est de 368 habitants en 1850. Le nombre d'habitants oscille entre 280 et 380 jusqu'en 1950 avant une baisse jusqu'à 224 en 1970. Il remonte depuis et est de 386 en 2010. Le graphique suivant résume l'évolution de la population de Chapelle-sur-Moudon entre 1850 et 2010 :

## Politique
Lors des élections fédérales suisses de 2011, la commune a voté à 32,71 % pour l'Union démocratique du centre. Les deux partis suivants furent le Parti socialiste suisse avec 25,61 % des suffrages et le Parti libéral-radical avec 15,42 %.
Lors des élections cantonales au Grand Conseil de mars 2011, les habitants de la commune ont voté pour l'Union démocratique du centre à 27,35 %, le Parti socialiste à 26,30 %, le Parti libéral-radical à 19,62 %, l'Alliance du centre à 13,78 % et les Verts à 12,94 %.	
Sur le plan communal, Chapelle-sur-Moudon était dirigé par une municipalité formée de cinq membres et dirigée par un syndic pour l'exécutif et un Conseil général dirigé par un président et secondé par un secrétaire pour le législatif.

## Économie
Jusque dans la seconde moitié du XXe siècle, l'économie locale a été principalement tournée vers l'agriculture, l'arboriculture fruitière et l'élevage qui sont toujours des acteurs importantes pour l'emploi local. En 1958, des forages de pétrole ont été effectués sur le plateau, sans succès.
L'activité économique comporte en 2018 sept exploitations agricoles, une importante entreprise de scierie-charpente, des artisans et des indépendants ainsi que des petits commerces de proximité.

## Transports
Chapelle-sur-Moudon fait partie de la communauté tarifaire vaudoise Mobilis. Le bus CarPostal reliant Thierrens à Épalinges et celui reliant Échallens à Thierrens s'arrêtent dans la commune. Le village est également desservi par les bus sur appel Publicar, qui sont aussi un service de CarPostal.

## Sources
- (de) Cet article est partiellement ou en totalité issu de l’article de Wikipédia en allemand intitulé « Chapelle-sur-Moudon » (voir la liste des auteurs).

- Montanaire Magazine (Juillet 2018) https://www.montanaire.ch/images/2018/Magazine/Magazine_2018_07.pdf
- Montanaire site officiel: https://www.montanaire.ch